# Toninho dos Santos
Antonio Teodoro Dos Santos Filho (29 de mayo de 1965, Ivaiporã, Brasil) es un exfutbolista brasileño, se desempeñó como delantero con gran éxito en el fútbol centroamericano, mexicano y sudamericano.

## Trayectoria
Comenzó su carrera en las inferiores del Atlético Paranaense, también con pasos en equipos modestos como Paranaiba, Bragantino y Cabo Frío.
Su primera experiencia en el fútbol profesional fue Club Deportivo Luis Ángel Firpo, donde anotó más de 28 goles en sus primeras temporadas.
Anotó los dos goles con que el América ganó la Copa Interamericana 1990 tras superar 2-1 a Olimpia de Paraguay.
En 1994 fue Campeón de Copa Chile con Colo-Colo, además fue goleador del club chileno en Copa Libertadores 1994 marcando 5 goles. Se destacó como eximio lanzador de penales. Durante su paso por el Cacique marcó 28 goles en casi 50 partidos.
Marcó un gol por Junior de Barranquilla en Copa Libertadores 1996.

## Clubes
| Club             | País                   | Año         |
| ---------------- | ---------------------- | ----------- |
| Luis Ángel Firpo | El Salvador            | 1988 - 1989 |
| Herediano        | Costa Rica             | 1989        |
| Luis Ángel Firpo | El Salvador            | 1990        |
| América          | México                 | 1990-1992   |
| Deportivo Cali   | Colombia               | 1992-1993   |
| Colo-Colo        | Chile                  | 1994        |
| Universitario    | Perú                   | 1995        |
| Tolima           | Colombia               | 1995        |
| Junior           | Colombia               | 1996        |
| Deportivo Cali   | Colombia               | 1996        |
| Bucaramanga      | Colombia               | 1996-1997   |
| Fluminense       | Brasil                 | 1997        |
| Al-Ittihad       | Arabia Saudita         | 1997-1998   |
| Al-Jazira        | Emiratos Árabes Unidos | 1998-1999   |
| Al-Ansar         | Líbano                 | 1999-2000   |
| Al-Gharafa       | Catar                  | 2000-2001   |
| Águila           | El Salvador            | 2002-2003   |
| Blooming         | Bolivia                | 2004        |

## Palmarés

### Campeonatos nacionales
| Título           | Club             | País        | Año       |
| ---------------- | ---------------- | ----------- | --------- |
| Primera División | Luis Ángel Firpo | El Salvador | 1988-1989 |
| Primera División | Luis Ángel Firpo | El Salvador | 1990-1991 |
| Copa Chile       | Colo-Colo        | Chile       | 1994      |

### Campeonatos internacionales
| Título                           | Club    | País   | Año  |
| -------------------------------- | ------- | ------ | ---- |
| Copa de Campeones de la Concacaf | América | México | 1990 |
| Copa Interamericana              | América | México | 1991 |